# Município de Spencer (condado de Allen, Ohio)
O município de Spencer (em inglês: Spencer Township) é um município localizado no condado de Allen no estado estadounidense de Ohio. No ano de 2010 tinha uma população de 3.067 habitantes e uma densidade populacional de 50,73 pessoas por km².

## Geografia
O município de Spencer encontra-se localizado nas coordenadas 40° 43′ 57″ N, 84° 22′ 19″ O. Segundo a Departamento do Censo dos Estados Unidos, o município tem uma superfície total de 60.46 km², da qual 60,37 km² correspondem a terra firme e (0,15 %) 0,09 km² é água.

## Demografia
Segundo o censo de 2010, tinha 3.067 habitantes residindo no município de Spencer. A densidade populacional era de 50,73 hab./km². Dos 3.067 habitantes, o município de Spencer estava composto pelo 96,97 % brancos, o 0,42 % eram afroamericanos, o 0,13 % eram amerindios, o 0,33 % eram asiáticos, o 0,23 % eram de outras raças e o 1,92 % eram de uma mistura de raças. Do total da população o 0,65 % eram hispanos ou latinos de qualquer raça.